# Buco (Spielzeugeisenbahn)
Die A. Bucherer & Co AG war ein Schweizer Spielzeug- und Spielzeugeisenbahn-Produzent, der unter anderem unter dem Markennamen Buco in der Nachkriegszeit Spielzeugeisenbahnen erst für die Spur 0, dann für auch für die Spur H0 herstellte und vertrieb.

## Geschichte

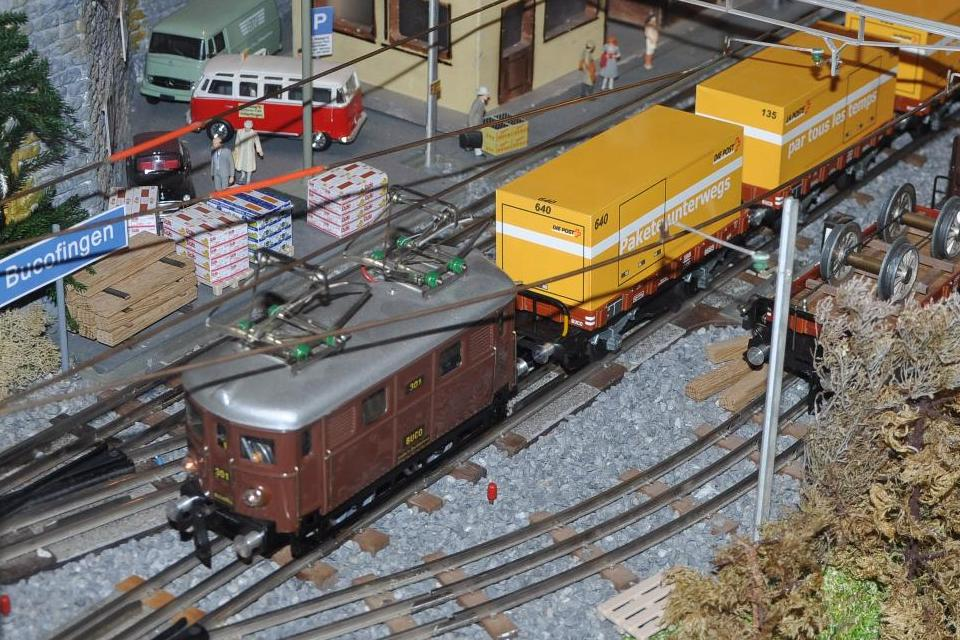
Buco-Modelleisenbahnanlage im Schloss Hünegg

1919 gründete August Bucherer das Unternehmen  A. Bucherer & Cie. In der Herstellung von Spielzeugeisenbahnen war er kein Neuling mehr, da er von 1907 bis 1911 als Mustermacher bei der Märklin und anschliessend bis 1918 als technischer Leiter bei der Spielwarenfabrik Bruno Ulbricht in Nürnberg tätig war.
Zuerst wurden Holzspielzeug und Metallfiguren, die sogenannten Saba-Figuren gefertigt. Die Saba-Figuren wurden überwiegend in die USA exportiert, doch als diese die Einfuhrzölle massiv erhöhte, musste dieser Geschäftszweig eingestellt werden.
1923 wurde die DEF-Eisenbahn (Die Eisenbahn Für den Garten) präsentiert. Die Konstruktion dieser Eisenbahn war stabil. Die Oberteile der Fahrzeuge waren aus Holz, die Unterteile aus Winkeleisen. Ein Kind konnte in einem Wagen bequem Platz nehmen.
Das Uhrwerk der Lokomotive wurde mit einer Kurbel aufgezogen. Doch die Herstellung dieser Eisenbahn war sehr teuer und die Produktion musste 1926 mit dem Konkurs der Firma eingestellt werden.
Im gleichen Jahr wurde eine neue Firma gegründet A. Bucherer & Co AG (Buco). Das neue Sortiment beinhaltete hölzerne Werbeartikel, Holzkisten für Ernst-Teigwaren oder Sprüngli-Schokolade. Bekannt wurde der Holzbaukasten Buco–Ingenieur. Es wurden auch Gesellschaftsspiele, Holztiere, Puppenstuben und Kaufläden mit und ohne Ausstattung hergestellt. Damals wurde auf den Verpackungen das Armbrust-Logo für einheimisches Schaffen aufgedruckt. Während und nach dem Zweiten Weltkrieg war importiertes Spielzeug nur schwer erhältlich und die Firma stellte zuerst hölzerne Uhrwerksbahnen als Zugpackungen her. Die Schienen waren aus Aluminium mit Holzschwellen.

## Spielzeugeisenbahnen

### Spielzeugeisenbahn Spur 0

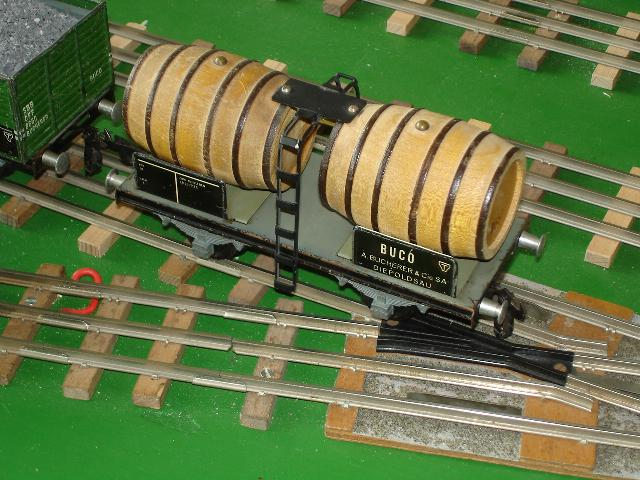
Buco-Spielzeug-Modelleisenbahnwagen und Dreileiter-Gleissystem aus Aluminium

1947 wurde die erste zweiachsige Buco Uhrwerklokomotive 212 in Spur 0 präsentiert. Ein Jahr später folgte die elektrische Version 301 mit Fernschaltung. Im Jahre 1949 wurde die vierachsige Buco-Lokomotive 304 mit der gleichen elektromechanischen Ausführung ausgeliefert. Diese Zugpackungen waren dem damaligen Gotthardschnellzug nachempfunden: einer SBB Ae 4/6 Lokomotive mit älteren Schnellzugwagen.
Die Buco-Lokomotiven waren teilweise weniger zugkräftig als Konkurrenzprodukte, jedoch waren die mechanischen Teile sehr dauerhaft. 1953 wurde der Überspannungs-Fahrtrichter Bucomatic vorgestellt.
Im Gegensatz zu den schweizerischen Modelleisenbahnherstellern Hag, Erno oder Resal bot Buco das vielfältigste Sortiment an, speziell im Bereich der Güterwagen. Das Sortiment beschränkte sich auf eine Marktlücke: der Herstellung von SBB-Wagen.
Die Schienen bestanden aus Holzschwellen mit einem Dreileiter-Schienensystem (teilweise Zweileiter für die Uhrwerk-Loks). Der Transformer wurde zuerst durch die Elektro-Apparatebau Olten (K. Loosli & Co.) hergestellt und 1953 wurden eigene, patentierte Trafos gebaut.
Es gab auch viel Zubehör wie Weichen, Prellbock, Signale, Stellpulte, Bogenlampe, Transformatoren, Oberleitungen. Auch die Gebäude wurden nicht vergessen. Im Katalog für Weihnachten 1949 gab es Tunnel, verschiedene Bahnhöfe, Güterschuppen, Stellwerk, Bahnwärterhaus usw. Im Katalog 1956/57 wurde der Kippwagen als letzte Neuheit in Spur 0 gezeigt. Es wurde danach nur noch ab Lager verkauft, auch 1958 durch die Nachfolgefirma.

### Spielzeugeisenbahn Spur H0

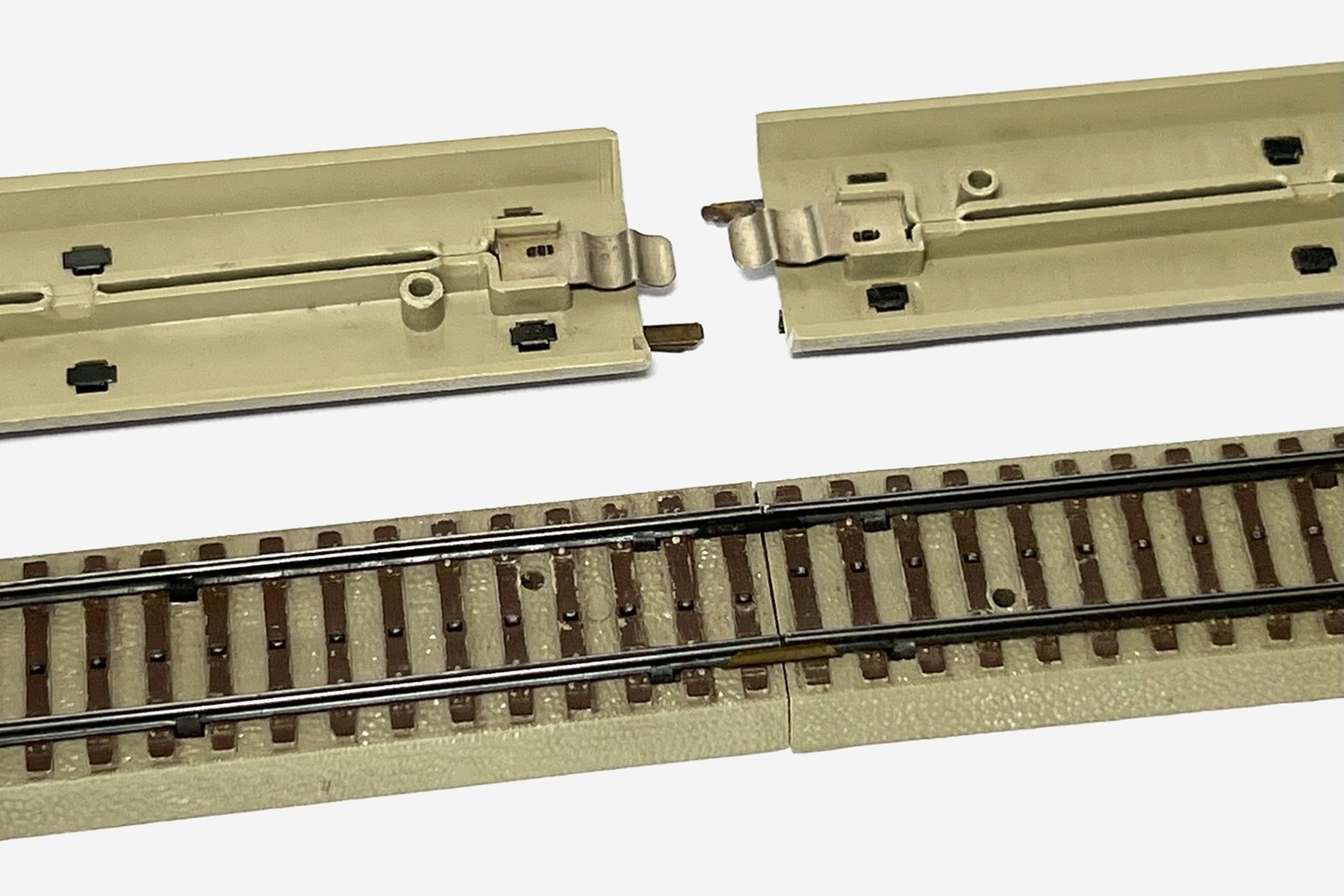
Gerade Geleise mit Böschung und Punktkontakten von vorne und hinten, 2024

Unter anderem durch den wirtschaftlichen Druck von Märklin war die Firma 1954 gezwungen, zusätzlich zu den Produkten für die Spur 0, kleinere für die Spur H0 (Halb-Null) herzustellen, dies für das Zweischienen-Mittelleiter-Gleissystem, umgangssprachlich auch System Märklin bezeichnet, und für 16 Volt Wechselstrom.
Aus Zeitgründen geschah dies in Zusammenarbeit mit Trix, Nürnberg und später mit Liliput, Wien. Diese lieferten teilweise Halbfabrikate aus Kunststoff, die durch Buco modifiziert wurden. Durch einige Modellanpassungen und die eigene Verpackung erhielt die Buco Spur H0 einen eigenen Charakter.
1954 entwickelte Buco den Doppeltriebwagen RBe 4/8 mit den Nummern 661 und 662 der SBB, den „roten Doppelpfeil“. Die SBB hatten zwei Triebwagen dieses Typs für den Ausflugsverkehr 1953 in Betrieb gesetzt. Dieses Modell ist bis heute ein Begriff. An der Mustermesse Basel, kurz MUBA, 1954 wurde das Handmuster des „Roten Doppelpfeils“ gezeigt. Die zur gleichen Zeit angebotene 2-achsige Elektrolokomotive mit Zinkdruckgussgehäuse stammte aus Restbeständen von Trix und wurde von Buco modifiziert.
Im Katalog 1955 kamen zwei Lokomotiven dazu, es handelte sich um eine Ae 3/5 und eine A 3/5 Dampflokomotive. Eine Schweizer Dampflokomotive in Spur H0 war damals konkurrenzlos. Doch mit den verschiedenen Vorbildern hatte sie nur die Achsfolge gemeinsam und war damals nicht besonders begehrt.
Ab 1955 übernahm Buco die Weiterentwicklung der SBB Ae 4/7 des ehemaligen Herstellers Car bzw. Jibby. Sie wurde später von der damals in Mörschwil ansässigen Firma Hag als Ausgleich für ausstehende Schulden übernommen.
Das eigene Gleissystem war ein Zweischienen-Mittelleiter-Gleissystem mit Böschung und bereits damals aus Kunststoff. Das Programm umfasste gerade Schienen (1/1 = 191 mm) und Kurven mit einem Radius von 350 mm. Ein Kreis bestand dabei aus 12 gebogenen Schienen. Ausserdem gab es Weichen mit Ausgleichstücken. Es gab sogar ein ausziehbare Gleisstücke mit einer variablen Länge von 81 bis 108 mm. Es war auch erheblich günstiger als das entsprechende Märklin-Gleisstück (1954: Fr. 1,00 gegenüber Fr. 1,90 von Märklin). Ein gerades 1/1 Gleisstück war erheblich günstiger als das entsprechende Märklin-Gleisstück (1954: Fr. 1,00 gegenüber Fr. 1,90 von Märklin). Das Besondere am Buco Gleissystem ist, dass der Mittelleiter nicht geradlinig mittig, sondern schräg zu den Aussenschienen montiert ist. Damit soll nach den Angaben von Buco eine mindestens vier Mal längere Lebensdauer der Schleifer erreicht werden als auf vergleichbaren Geleisen mit Mittelschiene oder Mittelleiter.
Der entwickelte Transformator war konventionell aufgebaut, hatte aber ein aussergewöhnliches Aussehen – wie der Führerstand des roten Doppelpfeils der SBB.
Die einzigen beiden Güterwagen L7 und K4 aus eigener Entwicklung wurden 1957 hergestellt, doch schon zum Jahresende musste das Unternehmen aufgeben.

### Buco Spielzeugeisenbahnen heute
Im September 2009 wechselten die Werkzeuge und Lagerbestände der Spur 0 aus dem Privateigentum von Fritz Krähenbühl an die Firma Tiefenbach Mechanik GmbH in Bauma. Zu diesem Zweck hatte Andreas Sudler und Fritz Grotz die Buco Spur 0 GmbH in Bauma gegründet. Seit 2011 wird von der Buco Spur 0 GmbH wieder eine Auswahl an Produkten der ehemaligen Firma Buco als Replika mit den Originalwerkzeugen oder teilweise neu hergestellten Werkzeugen hergestellt. Auch Originalbestände werden noch verkauft.
Im September 2009 wurden die Werkzeuge und die Lagerbestände der Spur H0 Produkte durch die Amiba-Lokschuppen GmbH von Erich Brechbühl in Wetzikon übernommen.